# Nesrin Berwari

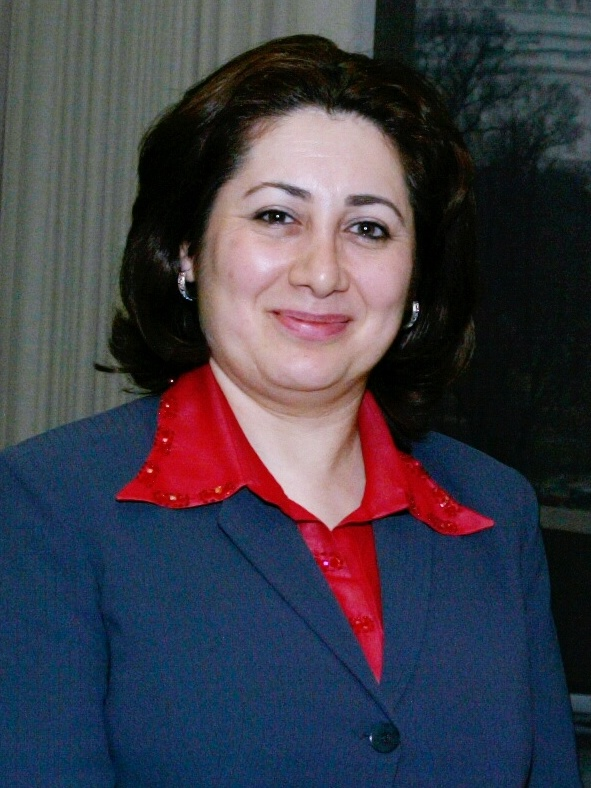
Nesrin Berwari

Nesrin Berwari (arabisch نسرين مصطفى برواري, DMG Nisrīn Muṣṭafā Birwārī; kurdisch نه‌سرين مسته‌فا به‌روارى Nesrîn Mistefa Berwarî; * 1967 in Bagdad) ist eine kurdische Politikerin im Irak. Sie studierte Architektur und Urbanismus an der Universität Bagdad sowie Politik und Management an der Harvard-Universität in den USA.
Von 1997 bis 1998 leitete sie das Field Office for Human Settlement der UNO in Dohuk (Nordirak), ehe sie 1999 zur Ministerin für Wiederaufbau und Entwicklung in der kurdischen Regierung im Irak ernannt wurde.
Seit Juni 2004 war sie eine der vier Ministerinnen in der irakischen Übergangsregierung und hatte dort das Ressort für öffentliche Arbeiten inne.
Im März 2004 wurde auf Berwari ein Anschlag verübt. Sie überlebte unverletzt, zwei Begleiter starben.
In der am 3. Mai 2005 vereidigten ersten frei gewählten irakischen Regierung seit Saddam Hussein war sie Ministerin für Gemeindeverwaltung und staatliche Bauvorhaben.
| Personendaten    | Personendaten                 |
| ---------------- | ----------------------------- |
| NAME             | Berwari, Nesrin               |
| KURZBESCHREIBUNG | kurdische Politikerin im Irak |
| GEBURTSDATUM     | 1967                          |
| GEBURTSORT       | Bagdad                        |